# Lucia Schiavinato
Lucia Eleonora Schiavinato (Musile di Piave, 31 de outubro de 1900 – San Donà di Piave, 17 de novembro de 1976) foi uma leiga consagrada italiana e fundadora do instituto secular dos Voluntários da Caridade. Ela é considerada serva de Deus pela Igreja Católica.

## Biografia
Lucia Schiavinato nasceu no dia 31 de outubro de 1900 em Musile di Piave, na Itália. Em 1907 a sua família mudou-se para San Donà di Piave, onde conheceu a Ação Católica e as Conferências de São Vicente, passando a dedicar-se como membra ativa destas, em prol da reconstrução material e espiritual do país após a Primeira Guerra Mundial.  Para os afetados, especialmente os idosos e as crianças abandonadas, os deficientes físicos e os doentes mentais graves, ela fundou a primeira casa-abrigo, que se chamava "Piccolo Rifugio" (em português, Pequeno Refúgio), durante o Natal de 1935. O instituto foi bem aceito pela comunidade católica de San Donà di Piave, motivando-a a fundar outros refúgios em Roma (1955), Ferentino e Vittorio Veneto (1957), Verona (1960) e Trieste (1962).
Em 1954, com a consagração de um grupo de 12 jovens que partilhavam o carisma de vida de Lucia Schiavinato, deram origem aos "Voluntários da Caridade", para assumirem o comando dos abrigos. Em 1958 fundou a revista "Amor Vincit". Em 31 de março de 1964, Lucia e outras três voluntárias fundaram a primeira comunidade missionária em Ruy Barbosa, no Brasil, com o objetivo de trabalharem entre leprosos e indígenas. Em meados de maio de 1976 foi forçada a regressar à Itália devido a problemas de saúde. 
Enquanto estava no refúgio de San Donà di Piave, Lucia veio a falecer no dia 17 de novembro de 1976, sendo sepultada no cemitério municipal em 20 de novembro. No dia 28 de abril de 2018, seu corpo foi transladado para a capela da Adoração do Pequeno Refúgio, em San Donà dia Piave.

## Beatificação
Em 8 de março de 1999, sua causa de beatificação foi iniciada pela Diocese de Treviso. No dia 11 de abril de 2001, a fase diocesana do processo foi entregue ao Dicastério para as Causas dos Santos, no Vaticano.

## Ver mais
- Lista de santos, beatos, veneráveis, servos de Deus brasileiros